# Адолф Хитлер
Адолф Хитлер (Браунау на Ину, 20. април 1889 — Берлин, 30. април 1945) био је немачки политичар аустријског порекла који је био диктатор нацистичке Немачке од 1933. до свог самоубиства 1945. Дошао је на власт као вођа Нацистичке партије, постао канцелар 1933. а затим преузео титулу Фирера и Рајхканцелара након смрти дотадашњег председника Паула фон Хинденбурга 1934. године. Његова инвазија на Пољску 1. септембра 1939. означила је почетак Другог светског рата. Био је директно укључен у војне операције током целог рата и спровео је централни део извођења Холокауста: геноцид над око шест милиона Јевреја и милионима других жртава.
Нацистичка партија је значајно ојачала своју позицију током периода кризе у Немачкој након Првог светског рата, захваљујући одличној пропаганди и Хитлеровој харизми и говорничкој способности којом је лако придобијао масе. Партија је истицала национализам и антисемитизам као своје основне облике изражавања политичких ставова, и убрзо је прибегла и физичком уклањању својих политичких противника како би осигурала успех.
Након обнове немачке економије и поновног наоружавања Вермахта, у Немачкој је успостављена диктатура под Хитлером који је водио агресивну спољну политику са циљем освајања „животног простора“. Као логични наставак овакве спољне политике уследио је немачки напад на Пољску 1939. због чега су Уједињено Краљевство и Француска објавиле рат Немачкој, чиме је и званично почео Други светски рат.
На почетку Другог светског рата Вермахт је постигао одличне успехе и Силе Осовине су окупирале највећи део европског копна и делове Азије. Међутим, заједнички напор савезничких сила довео је до пораза Вермахта. До 1945. Хитлерова политика је претрпела пораз, а Нацистичка партија је била пред распадом. Хитлеров рат за територије и прочишћење расе проузроково је смрт десетина милиона људи, укључујући и геноцид над око 6.000.000 Јевреја, познатији као холокауст.
У последњим данима рата 1945, док је немачка престоница Берлин пружала последњи отпор совјетској Црвеној армији, Хитлер се оженио Евом Браун, да би мање од 24 сата касније њих двоје извршили самоубиство у Хитлеровом бункеру у Берлину.

## Детињство
Адолф Хитлер је рођен у аустријском граничном граду Браунау, као четврто од шесторо деце цариника Алојза Хитлера и његове жене Кларе (рођене Пелцл). Од све деце само су преживели Адолф и његова сестра Паула.
У књизи „Моја борба“, Хитлер описује свог оца као напраситог тиранина. Хитлер је свом оцу јако замерио то што је отац био ванбрачни син Ане Марије Шиклгрубер (Хитлерова баба) и 1876. Алојз је променио своје презиме у Хитлер. Да ли је каснији муж Алојзове мајке у стварности био Хитлеров деда, то никада није било доказано. Јохан Георг Хајдлер је тек пред смрт признао очинство над Хитлеровим оцем.
Због природе посла Алојза Хитлера морали су често да се селе — из Браунауа је породица прешла у Пасау, затим у Ламбах и потом Леондинг код Линца.

### Школовање
У основној школи је био добар ученик, а истицао се и у друштву својих вршњака. 1900. након завршене основне школе, Алојз је одлучио да му син упише гимназију, и његовим стопама крене у чиновничку каријеру, иако је та идеја младом Адолфу била потпуно незамислива, јер је желео да постане уметник. У средњој школи није био успешан, понављао је прву годину, а у каснијим данима је ишао на поправне испите. Иако је тврдио да је јако волео Историју, Географију и Веронауку, из тих предмета имао је просечне оцене. До краја је због лоших оцена био присиљен да пређе у другу школу. Хитлер оправдава свој лош успех жељом да на тај начин разљути оца са којим се није слагао, иако је имао лоше оцене и после очеве смрти 1903, у позадини његова незамисливост према школи вероватно је била сукоб са оцем. Већина његових професора је тврдила да се Хитлер уопште није истицао, ни на позитиван, ни на негативан начин. Неки сматрају да је био бистар, али недовољно заинтересован за школу због тога што је имао проблема са ауторитетом. Његов професор историје, Леополд Поесх, га је својим причама о немачкој историји и митологији заинтересовао за пангерманску националност.
Након завршетка гимназије 1905, Хитлер није наставио са даљим школовањем. Није показивао жељу за било каквим радом, а финансијско стање породице га није присиљавало на то. Уместо тога, уз допуштење своје попустљиве мајке, провео је две године живећи неуредним животом, читајући књиге, свирајући клавир, сликајући и сањајући да ће једном постати велики уметник. Овај период је описао као "најлепши у животу". Дружио се са Аугустом Кубизеком, младићем који је делио Хитлерове снове и био врло опчињен њиме и његовим идејама.

## Младост
Од 1905. Хитлер је живео боемским животом у Бечу издржавајући се од пензије која му је припадала као сирочету и од новца који му је мајка слала. Два пута је покушао да упише Академију ликовних уметности у Бечу (1907. и 1908) али је оба пута одбијен уз коментар да је „неспособан за сликарство“ и да његов таленат може најбоље доћи до изражаја у архитектури. Његова сећања одражавају опседнутост овом темом:
| „ | Циљ мог путовања је била посета галерији слика у дворском музеју, али су моје очи једва запазиле шта друго осим самог музеја. Од јутра до касне вечери обилазио сам места која су била предмет мог интересовања али увек су зграде биле те које су привлачиле моју пажњу. | ” |

Следећи препоруку школског ректора и сам је постао убеђен да је то прави пут који мора да следи, иако је био недовољно академски спреман за архитектонску школу:
| „ | У само неколико дана постало ми је јасно да ћу једног дана постати архитекта. Засигурно, у питању је веома тежак пут; сва предавања која сам пропустио у реалној школи била су ми преко потребна. Неко не може уписати архитектонски факултет ако претходно није похађао грађевинску школу на техничкој академији и уколико нема диплому средње школе. Нисам имао ништа од тога. Испуњење мојих уметничких снова деловало је физички немогуће. | ” |

Дана 21. децембра 1907. Хитлерова мајка је умрла у 47 години од рака дојке. По одлуци суда у Линцу, Хитлер је био у обавези да половину своје пензије уступи својој сестри Паули. Када је напунио 21 годину наследио је новац од своје тетке. У Бечу је зарађивао за живот као сликар, тако што је копирао сцене са разгледница и продавао слике трговцима и туристима.
Након што је по други пут одбијен на уметничкој академији, Хитлер је остао без новца. Године 1909, потражио је уточиште у прихватилишту за сиромашне. Од 1910. живео је у кући за сиромашне раднике.
Хитлер је тврдио да је антисемита постао у Бечу где је живела бројна јеврејска популација међу којима је било и ортодоксних Јевреја избеглих из Русије. Међутим, према његовом пријатељу из детињства Августу Кубичеку, Хитлер је био „убеђени антисемита“ и пре него што је напустио Линц у Аустрији. Беч је у то време био колевка традиционалних религијских предрасуда и расизма 19. века. Хитлер је можда био под утицајем дела идеолога и антисемите Ланца фон Либенфелса и расправа политичара као што су Карл Лугер, оснивач Хришћанске социјалистичке партије и градоначелника Беча, композитора Рихарда Вагнера и Георга Ритера фон Шенерера, вође пан-германског покрета „Даље од Рима!“. Хитлер је изјавио у „Мајн кампфу“ да је његова трансформација од противника антисемитизма на религијској основи до његовог заговорника на расној основи настала као последица контакта са ортодоксним Јеврејима, али у овом периоду живота, Хитлерова антисемитска осећања нису била нарочито испољена. Био је чест гост на вечерима у угледној јеврејској кући, а јеврејски трговци су продавали његове слике.
Хитлер је вероватно био и под утицајем дела Мартина Лутера „О Јеврејима и њиховим лажима“. Кристална ноћ одиграла се 10. новембра, на рођендан Мартина Лутера.
| „ | У Линцу је било мало Јевреја. Током векова, Јевреји који су живели тамо су се европеизовали у спољашњем изгледу и толико су личили на друга људска бића да сам их чак посматрао као Немце. Разлог због којег тада нисам разумео апсурдност ове заблуде био је тај што је једини видљиви знак који сам препознао и који је одвајао њих од нас било упражњавање њихове чудне религије. Када бих помислио да су прогањани само због њихове религије, мој отпор према изјавама против њих које би чуо, претварао се у гађење. Нисам ни претпостављао да је могуће да постоји таква ствар као што је систематски антисемитизам. Једном када сам пролазио кроз центар града, изненада сам наишао на појаву у дугом кафтану и са црним локнама. Моја прва мисао је била: „Да ли је то Јеврејин?“ Они свакако нису овако изгледали у Линцу. Кришом сам наставио да пажљиво посматрам човека и што сам дуже гледао у чудну појаву и испитивао је детаљ по детаљ, то се све више обликовало питање у мојој глави: „Да ли је то Немац?“ | ” |

У „Мајн кампфу“ Хитлер је описао Мартина Лутера као великог ратника, правог државника и великог реформатора, раме уз раме са Вагнером и Фридрихом Великим. Вилхелм Репке је у својим делима након холокауста дошао до закључка да је „без икакве сумње лутеранизам утицао на политичку, духовну и друштвену историју Немачке на такав начин, који се након пажљивог разматрања може само окарактерисати као судбоносан.“
Хитлер је тврдио да су Јевреји непријатељи аријевске расе. Сматрао их је одговорним за аустријску кризу. Такође је идентификовао одређене облике социјализма и бољшевизма, са великим бројем јеврејских лидера као јеврејске покрете, сједињавајући свој антисемитизам са антимарксизмом. Кривио је револуције из 1918. за војни пораз Немачке, сматрао је да су Јевреји главни кривци за пропаст Немачког царства и економске проблеме који су потом наступили.
Генерализујући на основу бурних сцена из парламента вишенационалне аустроугарске монархије, закључио је да је демократски систем неделотворан. Ипак, према Августу Кубишеку, његовом некадашњем цимеру, био је више заинтересован за Вагнерове опере него за политику.
Хитлер је у мају 1913. наследио последњи део очевог имања и преселио се у Минхен. У „Мајн кампфу“ је написао да је одувек желео да живи у „правом“ немачком граду. У Минхену се поново заинтересовао за архитектуру и како је сам рекао за дело Хјустона Стјуарта Чемберлена. Пресељење у Минхен му је такође помогло да избегне војну обавезу у Аустрији, али га је аустријска војска ипак ухапсила. Након систематског прегледа и приговора савести, установљено је да је неспособан за војну службу и дозвољено му је да се врати у Минхен. Ипак, када је Немачка ушла у Први светски рат у августу 1914, упутио је петицију краљу Лудвигу III од Баварске у којој је затражио дозволу да ступи у баварски пук.

## Први светски рат
Дана 1. августа 1914. немачки цар Вилхелм II објавио је општу мобилизацију. Будући да је био аустријски држављанин, закон је онемогућавао Адолфу Хитлеру да се пријави у немачку војску као добровољац. Због тога је 3. августа упутио петицију баварском краљу Лудвигу III у којој је затражио да му се омогући да добровољно ступи у немачку војску. Након што је његова молба уважена, Адолф Хитлер се 16. августа пријавио као добровољац и распоређен је у 16. баварски пешадијски пук. После основне пешадијске обуке, његов пук је 21. октобра упућен на западни фронт. Дана 3. новембра 1914. унапређен је у чин каплара. По унапређењу Хитлер је обављао дужност курира пука и често се под жестоком непријатељском ватром кретао на релацији фронт-позадина.
Током Битке на Соми, Хитлер је 5. октобра 1916. рањен у леву бутину због чега је пребачен на лечење у војну болницу у Белицу, близу Берлина, у којој је остао до почетка децембра. По отпуштању из болнице, распоређен је у 4. чету, 1. батаљона 16. пука која је била стационирана у Минхену. Згрожен стањем у баварској престоници и ниским моралом цивилног становништва, затражио је од свог претпостављеног, поручника Видемана, да се врати на фронт. Дана 5. марта 1917. поново се придужио својој јединици на фронту. Током јула 1918. у више наврата показао је изузетну храброст. Спасао је живот рањеном командиру чете, изневши га из зоне дејства америчке артиљерије, а затим је благовременом интервенцијом спречио немачку артиљерију да грешком отвори ватру на сопствену пешадију. Савесно обављајући своју дужност, привукао је пажњу надређених официра који су га предложили за одликовање. Дана 4. августа одликован је Гвозденим крстом I класе. Непосредно пред крај рата, 14. октобра 1918. Хитлер је заједно са групом војника из свог пука настрадао током британског напада бојним отровима. Након што му је у фронтовској болници указана прва помоћ, пребачен је на лечење у резервну војну болницу у Пазевалку. Лекар који је био задужен за његово лечење констатовао је да Хитлер није претрпео озбиљне повреде очију и дисајних путева, већ да је до привременог губитка вида дошло услед „хистеричног слепила“, а да је губитак моћи говора био последица „хистеричне онемелости“. Међутим, права природа Хитлеровог слепила и губитка моћи говора не може се са сигурношћу утврдити јер је комплетна болничка документација болнице у Пазевалку нестала. По завршетку Првог светског рата Хитлер се вратио у Минхен где је остао у војној служби све до отпуштања 31. марта 1920.
Хитлер се дуго дивио Немачкој и током рата је постао страствени немачки патриота, иако је немачки држављанин постао тек 1932. Био је шокиран капитулацијом Немачке у новембру 1918. упркос томе што је Немачка војска још увек била на страној територији. Као и многи други немачки националисти, Хитлер је веровао у легенду о „убоду у леђа“ по којој је војска, иако „непоражена на бојном пољу“, била „убодена у леђа“ од стране цивилних лидера и марксиста из позадине. Ови политичари су касније названи „новембарским криминалцима“.
Версајски споразум лишио је Немачку бројних територија, демилитаризована је Рајнска област и наметнуте су јој економски штетне санкције. Споразумом је поново успостављена Пољска држава на шта су чак и умерени Немци реаговали са згражавањем. Споразум је такође окривио Немачку за све ужасе рата, што неки угледни историчари као Џон Киган данас сматрају барем делимично „победничком правдом“; многе европске нације су пред крај Првог светског рата постале значајно милитаризоване и спремне за борбу. Немачка кривица је искоришћена да јој се наметну ратне репарације (износ репарација је више пута обновљен Давовим планом, Јанговим планом и Хуверовим мораторијумом). Насупрот томе, Немачка је сам споразум, а нарочито тачку у којој се истиче немачка кривица за рат, сматрала понижавајућим. На пример, у складу са споразумом, у Немачкој је спроведена скоро потпуна демилитаризација и њене оружане снаге ограничене су на шест бојних бродова, без подморница, без авијације, без тенкова и са војском не већом од 100.000 људи. Споразум је био један од значајних чинилаца у формирању друштвене и политичке ситуације у Немачкој која је претходила доласку Хитлера и нациста на власт. Хитлер и његова партија искористили су потписивање Версајског споразума од стране „новембарских криминалаца“ и понижење које је он донео немачком народу као један од најјачих аргумената у борби за власт. „Новембарски криминалци“ искоришћени су као жртвени јарци иако ни један од немачких политичара који је учествовао на Париској мировној конференцији 1919. није имао пуну слободу избора при доношењу овакве одлуке.

## Улазак у политику
После Првог светског рата, Хитлер је остао у војсци и вратио се у Минхен где је — супротно његовим каснијим изјавама — учествовао у погребној церемонији убијеног баварског премијера Курта Ејзнера. Након сузбијања Баварске Совјетске Републике, учествовао је у курсевима „националног мишљења“ у организацији Образовног и пропагандног одељења баварске Рајхсвер групе, Штаб 4 под командом капетана Карла Мајера. „Жртвени јарци“ пронађени су међу „међународним Јеврејима“, комунистима и политичарима различитих опредељења, а нарочито унутар политичких странака Вајмарске коалиције.
У јулу 1919. Хитлер је постављен за полицијског шпијуна у саставу обавештајне команде Рајхсвера са задатком да врши утицај на војнике и да се инфилтрира у малу политичку странку по имену Немачка радничка партија. Током инспекције Немачке радничке партије, Хитлер је био импресиониран антисемитским, националистичким и антимарксистичким идејама њеног вође Антона Дрекслера који је заговарао снажну и активну владу, не-јеврејску варијанту социјализма и узајамну солидарност свих чланова друштва.
Хитлер је такође упознао и Дитриха Екарта, једног од првих оснивача партије и члана окултног друштва Тула. Екарт је постао Хитлеров ментор и често је размењивао идеје са њим, учећи га како да се облачи и говори и упознајући га са великим бројем људи из свог окружења. Своју захвалност Екарту, Хитлер је изнео у другом тому свог дела „Мајн кампф“.
Хитлер је отпуштен из армије у марту 1920, настављајући, уз пуну подршку својих некадашњих претпостављених, учешће у свим партијским активностима. Почетком 1921. постао је веома вешт у држању говора пред великим бројем људи. У фебруару је одржао говор у Минхену пред скоро 6.000 људи. Да би најавио митинг, послао је два камиона пуна партијских чланова да се возе кроз град са истакнутим свастикама, делећи пропагандни материјал и бацајући летке. У овом периоду политичке активности Хитлер је стекао лошу репутацију изван партије због својих ватрених, полемичких говора против Версајског споразума и политичких супарника (монархиста, националиста, социјалиста и др.) а нарочито против марксиста и Јевреја.
Руководство Немачке радничке партије чинио је извршни комитет састављен од старих чланова који су сматрали да је Хитлеров утицај сувише ојачао. Искористивши његову одсутност, чланови комитета су се побунили против његовог руковођења партијом и удружили су се са групом социјалиста из Аугзбурга. Хитлер се у Минхен вратио 11. јула 1921. и запретио је члановима комитета да ће напустити партију. Знајући да би његов одлазак значио распад партије, искористио је прилику да свој повратак услови давањем најширих „диктаторских“ овлашћења. Разљућени чланови комитета, укључујући и Дрекслера, снажно су се успротивили овом Хитлеровом захтеву. У међувремену, у јавности се појавио анонимни летак на којем је писало „Адолф Хитлер: Да ли је он издајник?“, у којем је критикована његова жудња за влашћу као и силеџије које је окупио око себе. Хитлер је на објављивање овог чланка у Минхенским новинама реаговао тужбом и након што је суд пресудио у његову корист, исплаћена му је одређена скромна сума на име одштете.
Напослетку, извршни комитет ДАП је попустио пред Хитлеровим захтевима који су након гласања чланова партије усвојени са 543 гласа за и само једним против. На следећем скупу одржаном 29. јула 1921. Адолф Хитлер је представљен као фирер Национал-социјалистичке партије, што је била прва јавна употреба ове титуле. Хитлер је променио име партије у Национал-социјалистичка немачка радничка партија.
Хитлерови ватрени говори које је држао у пивници, нападајући Јевреје, социјал-демократе, либерале, реакционарне монархисте, капиталисте и комунисте, почели су да привлаче све већу пажњу јавности. Његови рани следбеници постали су Рудолф Хес, бивши пилот ратног ваздухопловства Херман Геринг и армијски капетан Ернст Рем, који је постао вођа нацистичке парамилитарне организације под називом СА одреди (  или „јуришни батаљон“), која је имала задатак да обезбеђује одржавање митинга и напада политичке противнике. Хитлер је такође асимилирао и независне групе, као што је била нирнбершка под вођством Јулијуса Штрајхера који је касније постао гаулајтер Франконије. Његова политичка активност привукла је пажњу локалних пословних људи који су га примили у своје окружење што му је омогућило да дође у контакт и са ратним херојем генералом Ерихом Лудендорфом.

### Пивнички пуч
Охрабрен подршком угледних кругова немачког друштва Хитлер је одлучио да искористи генерала Лудендорфа као параван за државни удар који ће касније постати познат као Пивнички пуч (у употреби су и називи „Хитлеров пуч“ или „Минхенски пуч“). Нацистичка партија копирала је иконографију италијанских фашиста и прихватила је неке тачке њиховог програма па је Хитлер, 1923. одлучио да, слично Мусолинијевом маршу на Рим, покрене своју кампању „На Берлин“. Хитлер и Лудендорф могли су да рачунају на тајну подршку Густава фон Кара, тадашњег de facto владара Баварске, као и водећих људи Рајхсвера и полиције.
Хитлер је 8. новембра 1923. заједно са припадницима СА упао на јавни скуп који је водио Кар, у пивари Биргербројкелер изван Минхена. Објавио је да је основао нову владу са Лудендорфом и затражио је, под претњом ватреним оружјем, од Карових присталица и локалног официрског кора да му помогну у свргавању владе у Берлину. Кар је искористио прву прилику како би напустио Хитлера и придружио се његовим противницима. Следећег дана, Хитлер и његове присталице напустили су пивницу и упутили се ка баварском министарству рата како би свргли Баварску владу и започели свој „Марш на Берлин“, али су се сукобили са војском и полицијом. Дошло је до краће размене ватре након које су се пучисти разбежали. У сукобу је настрадало шеснаест чланова и симпатизера НСДАП.
Хитлер је у размени ватре био рањен у руку, али је успео да побегне и да се сакрије у кућу Ернста Ханфштенгла, где је за кратко размишљао о самоубиству. Убрзо је ухапшен због издаје, а Алфред Розенберг је постао привремени вођа партије. Током суђења Хитлеру је дозвољено да користи судницу као говорницу за изношење политичких ставова и убрзо је стекао велику популарност у немачкој јавности вешто артикулишући и манипулишући њеним националистичким осећањима. Његова популарност правазишла је оквире Минхена и стекла је национални карактер. Хитлер је 1. априла 1924. осуђен на казну затвора у трајању од 5 година и упућен је на њено издржавање у затвор Ландсберг. У затвору је Хитлер имао повлашћен положај и примао је велики број писама од својих обожавалаца. Помилован је и пуштен из затвора децембра 1924. у склопу опште амнестије за све политичке затворенике. Рачунајући и време проведено у притвору, укупно је одслужио нешто више од годину дана затворске казне.

### Мајн кампф
Док је био на издржавању затворске казне у затвору Ландсберг, Хитлер је издиктирао „Мајн кампф“ (срп. Моја борба, док је првобитни назив књиге био „Четири године борбе против лажи, глупости и кукавичлука“) свом заменику Рудолфу Хесу. Књигу коју је посветио члану тајног друштва Тула, Дитриху Екарту, представљала је његову аутобиографију прожету идеолошким ставовима и начелима. Објављена је у два дела 1925. и 1926. и у периоду 1925—34. године продато је око 240.000 примерака. До краја рата укупно је продато или дистрибуирано (сваки војник који би се оженио као брачни поклон добијао је један примерак књиге) преко осам милиона примерака.
Хитлер је годинама избегавао да плати порез на приходе од продаје књиге и његов дуг према држави је, до његовог именовања за канцелара, достигао цифру од 405.500 немачких рајхсмарака (око шест милиона евра) али му је овај дуг опроштен.

### Обнова партије
У време Хитлеровог пуштања из затвора, политичка ситуација у Немачкој се смирила, а економска ситуација значајно поправила због чега је знатно умањен простор за Хитлерову политичку агитацију. Иако је Хитлеров пуч имао национални одјек, упориште партије је и даље било у Минхену.
Пошто му је било забрањено да држи говоре у јавности, Хитлер је именовао Георга Штрасера, који је 1924. изабран у Рајхстаг, за организационог вођу партије и поверио му је организацију партије у северној Немачкој. Штрасер је заједно са својим млађим братом Отом Штрасером и Јозефом Гебелсом, форсирао независне политичке ставове унутар партије, инсистирајући на социјалистичким начелима унутар партијског програма. Потпартија „Arbeitsgemeinschaft der Gauleiter Nord-West“ је постала унутрашња опозиција, која је значајно угрозила Хитлеров ауторитет али је ова фракција поражена током Бамбершке конференције 1926. током које се Гебелс придружио Хитлеру.
После овог сусрета, Хитлер је још више централизовао управљање партијом у које је увео „принцип вође“ као основни принцип партијске организације. Лидери нису били бирани од стране своје организације већ су их именовали њихови претпостављени којима су били одговорни док су, од људи њима потчињених могли да захтевају апсолутну послушност. У складу са Хитлеровим гађењем над демократијом, власт унутар партије прогресивно је слабила од врха ка дну.
Кључни чинилац Хитлерове привлачности била је његова способност да у народу пробуди осећај повређеног националног поноса чији је узрок био Версајски споразум наметнут пораженом Немачком царству од стране западних савезника. Немачка је изгубила економски веома значајне територије у Европи, заједно са њеним колонијама и признала је искључиву одговорност за избијање рата због чега је била принуђена да плати огромне ратне репарације у укупном износу од 132 милијарде златних марака. Већина Немаца није се слагала са овим условима али су првобитни нацистички покушаји да придобију подршку народа сваљујући кривицу за овако тешке услове мира на „међународно јеврејство“ били релативно неуспешни. Партија је брзо учила на својим грешкама и ускоро је почела да примењује нову пропагандну праксу комбинујући антисемтизам са нападима на недостатке Вајмарског система и партија које су га подржавале.
После неуспелог покушаја свргавања републике, Хитлер се у даљим политичким активностима руководио „легалитетном стратегијом“ — ова стратегија подразумевала је формално поштовање закона Вајмарске републике у циљу легалног доласка на власт. Неки од чланова странке, нарочито унутар СА, противили су се оваквој стратегији — Рем се подругивао Хитлеру називајући га Адолф Легалите.

## Долазак на власт
| Изборни резултати нацистичке партије |            |          |                   |                                                   |
| Време                                | Гласови    | Проценти | Места у Рајхстагу | Позадина                                          |
| мај 1924.                            | 1.918.300  | 6,5      | 32                | Хитлер у затвору                                  |
| децембар 1924.                       | 907.300    | 3,0      | 14                | Хитлер је пуштен из затвора                       |
| мај 1928.                            | 810.100    | 2,6      | 12                |                                                   |
| септембар 1930.                      | 6.409.600  | 18,3     | 107               | после економске кризе                             |
| јули 1932.                           | 13.754.800 | 37,4     | 230               | након Хитлерове кандидатуре за председника        |
| новембар 1932.                       | 11.737.000 | 33,1     | 196               |                                                   |
| март 1933.                           | 17.277.000 | 43,9     | 288               | за време Хитлеровог мандата као канцелара Немачке |

## Међуратни период
У послератном периоду Хитлер је добио посао у покрајини Баварска као истраживач политичких групација. Убрзо је приметио Немачку радничку партију и био фасциниран њеним програмом и жаром њених чланова. Учланио се, убрзо постао одговоран за пропаганду, а недуго затим и председник. Партија је променила име у Националсоцијалистичка Немачка партија — НСДАП, или у обичном говору „нацисти“.
Након неуспешног покушаја пуча 8. и 9. новембра 1923., Хитлер је осуђен на пет година затвора. Пуштен је након 9 месеци проведених у тврђави Ландсберг (од априла до децембра 1924). Хитлер је сматран безопасним, а нацисти као политичка партија су једва и постојали, разбијени након неуспелог пуча.
Хилтер је 1925. основао СС, одред својих личних телохранитеља. На челу ове елитне јединице у црним униформама је био Хајнрих Химлер, касније главни извршитељ Хитлерових планова за „Јеврејско питање“.
У својим говорима Хитлер је играо на карту изгубљеног поноса код немачког народа, који је након Версајског мира изгубио територије и исплаћивао велике одштете нападнутим државама. Таква иступања су нарочито дошла до изражаја у раним тридесетим када је Немачку погодила финансијска криза и депресија. На изборима у септембру 1930, нацисти су од партије извргнуте подсмеху израсли у важан чинилац у политичком животу Немачке, освојивши преко 18% гласова и 107 места у Рајхстагу. Нацисти су постали друга по величини партија у Немачкој.
У немачким парламентарним изборима у марту 1933, нацисти су освојили 44% гласова и кроз коалицију са ДНВП (Немачка народна партија) имали парламентарну већину у Рајхстагу. Хилтер је био изабран за државног секретара. Убрзо су забрањене остале партије, а након смрти председника Хинденбурга Хитлер је, уместо нових избора, променио закон и узео упражњено место.
Након Марсејског атентата је упутио телеграм саучешћа краљици Марији поводом смрти краља Александра, и амбасадору Француске у Немачкој поводом смрти Луја Бартуа. Телеграм краљици Марији је гласио:
| „ | Дубоко потресен вешћу о гнусном атентату чија је жртва Његово Величанство Краљ, молим Ваше Величанство да прими израз мога најискренијег саучешћа као и саучешће целог немачког народа. | ” |

### Атентат на Хитлера 8. новембра 1939.
Хитлер је имао обичај да сваке године, на дан 8. новембра обележи годишњицу Пивничког пуча из 1923. држећи говор својим саборцима у пивници Биргербројкелер у Минхену, из које су пучисти кренули у акцију. Сваке године његов говор почињао би око 20.30 и потрајао би нешто мало дуже од сат времена. Међутим, због мноштва обавеза Хитлер је 8. новембра 1939. стигао у пивницу око 20.00, а говор је почео у 20.10. Журећи да стигне на специјални воз за Берлин, Хитлер је одржао краћи говор и брзо напустио пивницу. Само десет минута након његовог одласка, у пивници је одјекнула експлозија. Бомба која је била постављена у стубу иза подијума за говорнике убила је седморицу и ранила више десетина присутних нацистичких ветерана.
Истрага је брзо утврдила да је за атентат одговоран тридесетогодишњи Георг Еслер, по занимању столар. Еслер је мало пре екслозије приведен у Констанцу од стране царинских службеника којима се учинио сумњив и који су га предали граничарима. Приликом претреса код њега су пронађени значка „Роткемпфербунда“ (комунистичке организације), експлозив, подаци о фирмама специјализованим за продају оружја и експлозива и разгледница Биргербројкелера. Током саслушања Еслер је признао да је подметнуо бомбу, али је тврдио да је то учинио самостално, без помоћи саучесника. Еслер је без суђења упућен у концентрациони логор Дахау где је и погубљен 9. априла 1945.

## Други светски рат
Дана 12. марта 1938, Хитлер је прогласио Аустрију и Немачку једном државом (Аншлус) и тријумфално умарширао у Беч. Следећи корак је био изазивање кризе око Судетске области, већински немачке области у Чехословачкој. На Минхенским преговорима у септембру, Уједињено Краљевство и Француска су попустиле његовим захтевима, рат је избегнут на штету Чехословачке. Судетска област је припала Немачкој. Као резултат тих догађаја, Хитлер је изабран за „Особу године“ (енгл. Man of the year) 1938. у магазину Тајм.
Хитлер је наредио инвазију на Чехословачку 10. марта 1939. и истовремено затражио од Пољске да врати територију одузету Немачкој у Версају. Европске силе су се противиле али и биле немоћне да формирају заједнички став са Совјетским Савезом. Хитлер их је изманеврисао склопивши тајни пакт са Русима 23. августа 1939. (Молотов — Рибентроп). Дана Првог септембра 1939, Немачка је напала Пољску. Уједињено Краљевство и Француска су објавиле рат Немачкој.
Пољска је пала до краја септембра, а Хитлер је наставио са мобилизацијом. У марту 1940, немачке снаге су умарширале у Данску и Норвешку а након два месеца напале су и Француску освојивши успут Холандију и Белгију. Француска је потписала примирје 22. јуна 1940, а Мусолини и Италија, политички блиски Хитлеру, стали су на немачку страну у рату. Да би немачка победа на западу била комплетна, као и да би осигурао своју позадину пред почетак похода на Исток, Хитлер је морао да уништи Британију. Немачки ратни план за напад на Британију носио је назив Операција Морски лав. Основни предуслов за успешно искрцавање немачких трупа на британско тло био је да Луфтвафе оствари ваздушну премоћ на небу изнад Енглеске. У ту сврху, немачко ратно ваздухопловство покренуло је велику операцију названу операција „Орао“, која ће у историји остати запамћена као битка за Британију. Битка за Британију је трајала од августа 1940. године до маја 1941. године, али су најжешћи сукоби окончани до новембра 1940. године. Луфтвафе није успела да уништи РАФ због чега је Операција Морски лав отказана. Априла 1941, Немачка је напала Југославију и Грчку и ускоро заузела скоро цели Балкан. Дана 22. јуна 1941, Хитлер је послао 5 милиона војника на Совјетски Савез. Поход на Совјетски Савез, Операција Барбароса, у први мах је била успешна јер је Хитлер додао Балтичке земље и Украјину на своју мапу освојених земаља. У близини Москве, немачке снаге су заустављене веома оштром зимом и добро организованом одбраном. То је био први већи Хитлеров неуспех у Другом светском рату, јер је планирао да освоји Русију у кратком периоду.

### Холокауст
Између 1942, и 1945. „СС“ и саучесници, тј. колаборатори, систематски су убили око 3,5 милиона Јевреја у концентрационим логорима. Такође огроман број Јевреја је убијен мање систематски, или је умрло од изгладњености или изнемоглости радећи у радним камповима. Претпоставља се да је између 5 и 6 милиона Јевреја убијено или умрло од наведених разлога у Другом светском рату.
Осим Јевреја, Словени, комунисти, хомосексуалци, Роми, хендикепиране особе, ментално заостале особе, Јеховини сведоци, антинацисти, пољски интелектуалци, и други, су били циљеви у овом злочиначком пројекту. Елиминација свих ових, за нацисте непожељних, група се генерално назива Холокауст. Сматра се да је Хитлер, заједно са Химлером, био идејни творац овог пројекта иако нема много докумената који то потврђују. То су били незванични разговори после којих нису остајали трагови. На конференцији у Вансеу у близини Берлина, 20. јануара 1942. Хитлер је снимљен како говори: „Једино елиминацијом Јевреја можемо вратити себи здравље“. Овакав став се огледао и у односу према ратним заробљеницима. Западни ратни заробљеници су третирани сходно Женевској конвенцији, док су ратни заробљеници источно од Беча имали исти третман као и Јевреји.
Хитлер је живећи у страху од тровања храном, имао 15 девојака које су пре њега пробале храну пре сваког оброка.

### Пораз и смрт
Немачке снаге су први велики пораз доживеле у Стаљинграду, зиме 1942/43. У северној Африци, савезници су зауставили Немце у њиховом покушају да освоје Суецки канал и Блиски исток. Ови порази су били главне прекретнице у Другом светском рату. После тога, Хитлерови војно-тактички потези су постали ирационални. Немачка војна и финансијска позиција је уздрмана, као и Хитлерово здравље. Лева рука му је почела неконтролисано дрхтати; неки историчари сматрају да је боловао од Паркинсонове болести.
Проглашење рата САД 11. децембра 1941. довело је Хитлера у незавидну позицију. Ратовао је са највећом и војнички најбројнијом државом (Совјетски Савез), највећом индустријском и финансијском силом (САД) и највећом империјом (Британска империја). Када је 1943. његов савезник Мусолини збачен са власти, америчке снаге су заузеле Сицилију. Совјети су напредовали на Источном фронту. Коначно, 6. јуна 1944. савезничке снаге су се искрцале у северној Француској (операција Оверлорд). Реалисти у Немачком војном врху су видели да је пораз неминован, неколико њих је одлучило смакнути Хитлера. Крајем јула 1944. један од њих, Клаус фон Штауфенберг, подметнуо је бомбу у Хитлеров војни штаб, али је Хитлер преживео. Уследила су испитивања и стрељања, око 4.000 особа је погубљено - и покрет отпора је сломљен.
До краја 1944. Совјети су потпуно ослободили државу и почели продирати у средњу Европу. Савезници су надирали у Немачку са запада. Немачка је војно поражена, али Хитлер је одбијао помисао на предају или преговоре о предаји. То је довело до даљег ратовања и разарања Немачке. У априлу 1945, Совјети су били пред Берлином. Хитлерови сарадници су саветовали бег у Аустрију или Баварску, али он је био одлучан да умре у главном граду. Одбијао је сваку помисао на избеглички, неизвесни статус, и као што је обећавао од самог почетка рата, извршио је самоубиство у тренуцима безизлаза и пораза.
Наиме, септембра 1939. у Крол Опери, обраћајући се немачкој нацији, Хитлер је између осталог рекао да је поново обукао униформу, која му је између 1914—1918. била најсветија и да је неће скинути док не добије рат, а ако изгуби - он тај крај неће дочекати. Нешто после поноћи 29. априла, завршио је диктирање свог приватног и политичког тестамента и потом одлучио да се ожени својом љубавницом Евом Браун, са којом је био у вези без прекида од 1932. године.
Самоубиство су извршили заједно, око 15:30 часова, 30. априла. Адолф Хитлер је загризао ампулу цијанида и пуцао себи у главу, док је Ева Хитлер попила само отров. Њихова тела пар минута касније изнесена су у двориште Рајхстага, поливена са 200 литара бензина и спаљена.
Поједини аутори да су Адолф и Ева Хитлер лажирали смрт тако што су побегли из тајног тунела и са транспортним авионом "јункерс 52 отишли у Аргентину и да је Хитлер тамо живео до 1962. године и имао две ћерке са Евом Хитлер. Џерард Вилијамс и Сајмон Данстен у књизи Сиви вук - бекство Адолфа Хитлера наводе: "Дванаестог фебруара 1962, у подне, седамдесетдвогодишњи Хитлер се срушио док су му његова два старатеља помагала да оде у купатило. Три сата касније, имао је шлог који му је парализовао леву страну тела. После немирне ноћи, диктатор је склизнуо у кому. Тринаестог фебруара 1962, у 15.00, др Леман се уверио да више нема нити једног знака живота."

## Критике
Себастијан Хафнер је у свом делу „Anmerkungen zu Hitler - Примедбе о Хитлеру“ писао о прелому Хитлеровог живота. „Тридесет година неуспели човек, онда из истог момента политичка локална личност а на крају човек око ког се светска политика окреће“. Филозоф Карл Јасперс је назвао историју о националном социјализму као опомену. „Било је могуће да се то догоди, и може у свако доба да се деси“.

## Хитлер и Шалке 04
Магазин Тајм је 2008. године објавио чланак Top 50 worst famous football fans у коме се Хитлер спомиње као навијач ФК Шалке 04. У том чланку се и Осама бин Ладен спомињао као навијач Арсенала. Шест година након објављивања чланка је управа Шалкеа преко свог директора за јавне односе Герда Фоса упутила саопштење са помало шаљивим тоном. У одговору се наводи да до објаве тог чланка ФК Шалке није знао да је Хитлер био присталица, нити њихов навијач. Пошто је управа била заинтригирана тиме да је угледни часопис Тајм објавио такав чланак, истражили су да ли је у периоду од 1933. до 1945. постојала Фирерова трибина на стадиону, и поред тога су одгледали сваку епизоду серије Ало, ало, али нису нашли трага. По налазима стручне комисије коју је клуб ангажовао 2004. године, Хитлер се није појављивао ни на једној утакмици клуба, па чак ни када је Шалке играо финалне утакмице на Олимпијском стадиону у Берлину, који је "био на његовом прагу". Он је на Олимпијским играма 1936. године уживо гледао меч између Немачке и Норвешке, који је Норвешка добила са 0:2. Као закључак саопштења се наводи да, ако је Хитлер навијач Шалкеа пошто је током периода његове владавине Шалке освојио највише титула, онда је Маргарет Тачер сигурно навијала за Ливерпул, али се неким чудом није нашла том списку.